# Marco Ammer

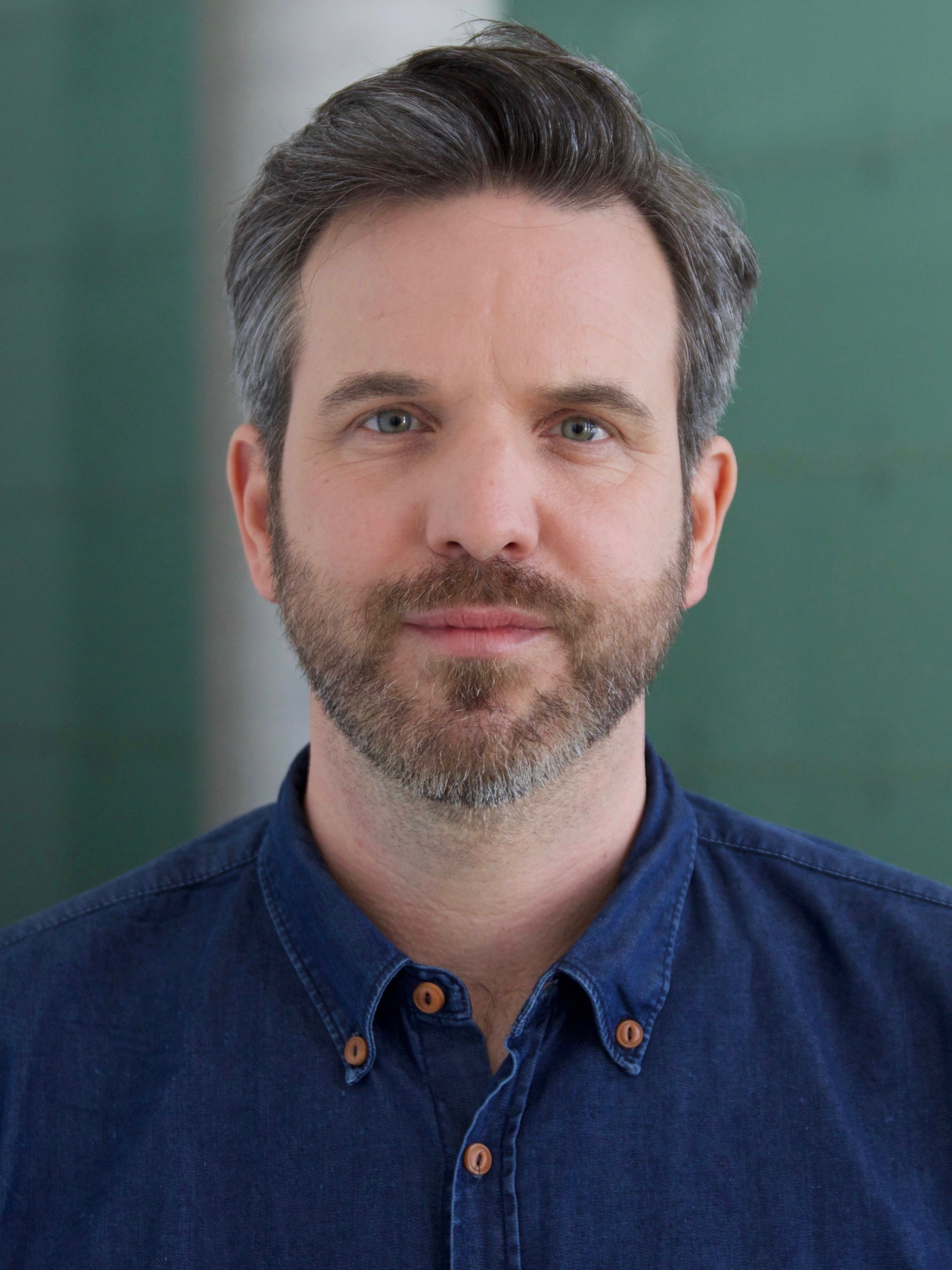
Marco Ammer im Dezember 2017

Marco Ammer (* 7. April 1976 in Schwäbisch Hall) ist ein deutscher Fernsehmoderator, Schauspieler und Synchronsprecher.

## Leben
Marco Ammer hat nach dem Abitur zunächst eine Ausbildung zum Bankkaufmann bei der Bausparkasse Schwäbisch Hall absolviert. Seinen ersten Fernsehjob trat er im Jahr 2000 an, als CvD der Jugendsendung NBC GIGA, die 2001 den Grimme Online Award erhielt. Im Anschluss war er Stellv. Chefredakteur beim digitalen Jugendradio Megaradio in München. Ab 2005 studierte er Schauspiel an der Schauspielschule Charlottenburg in Berlin. Es folgten Engagements als Gast am Deutschen Theater in Berlin und am Theater der Altstadt in Stuttgart.

## TV-Moderation
Bereits vor seinem Schauspielstudium moderierte Marco Ammer bei den Berliner Spartensendern Spreekanal und K1010. Im Anschluss übernahm er Sendungen als fester Moderator beim N-TV Newsquiz, beim Heimwerkersender XXhome und beim Büchersender Lettra. Seit 2016 ist er aufgrund seiner Erfahrung bei NBC GIGA regelmäßig als Technikexperte bei MDR um 4 zu Gast. Seit 18. März 2017 moderiert er abwechselnd mit seinem Kollegen Tobias Ufer das tägliche Fernsehmagazin "nihao Deutschland", das unter anderem auf TV Berlin, Rhein-Main TV, BW Family.tv, center.tv und Hamburg 1 ausgestrahlt wird.

## Synchron
Seit 2007 steht Marco Ammer regelmäßig für große und kleine Rollen in Serien und Kinofilmen vor dem Mikrofon. Durchgehende Rollen hat Ammer unter anderem in den Fernsehserien Santa Clarita Diet (Timothy Olyphant als 'Joel Hamond'), Love (Mike Mitchell als 'Randy Monahan') und The Wire (Kwame Patterson als 'Monk').